# Will Greenwood
William John Heaton „Will“ Greenwood MBE (* 20. Oktober 1972 in Blackburn) ist ein ehemaliger englischer Rugby-Union-Spieler. Er spielte für die englische Nationalmannschaft und die British and Irish Lions.

## Karriere
Greenwood begann seine professionelle Karriere bei den Harlequins in London. Zuvor hatte er in Lancashire für die Preston Grasshoppers und den Waterloo RFC gespielt. 1996 wechselte er zu den Leicester Tigers, mit denen er den Pilkington Cup gewinnen konnte und das Finale des Heineken Cup erreichte. In der nächsten Saison wurde er zum ersten Mal für die Lions nominiert, ohne vorher ein Länderspiel für England bestritten zu haben. Er kam zwar in keinem der Tests gegen Südafrika zum Einsatz, war aber während der Südafrika-Tour regelmäßig unterhalb der Woche für die Auswahl im Einsatz. Im November des Jahres gab er sein Nationalmannschaftsdebüt gegen Australien.
Bei der Weltmeisterschaft 1999 stand Greenwood im Kader Englands. Das Team scheiterte im Viertelfinale an Südafrika. In der nächsten Saison kehrte er zu den Harlequins zurück, mit denen er den Tetley’s Bitter Cup und das European Shield gewinnen konnte. Er gehörte zur englischen Auswahl, die 2000 und 2001 die Six Nations gewann. 2001 war er auch wieder Teil der Lions auf deren Australien-Tour, Verletzungen verhinderten jedoch seinen Einsatz in den Testspielen. 2003 erreichte England den Grand Slam. Bei der Weltmeisterschaft 2003 folgte sein Karrierehöhepunkt mit dem ersten Titelgewinn Englands. Mitten im Turnier reiste er nach Hause zu seiner Frau, die Schwierigkeiten während der Schwangerschaft hatte. Letztlich kam das erste Kind der beiden gesund zur Welt, sodass er zum Finale gegen Australien wieder zurückreisen konnte.
Nach dem WM-Sieg wurde Greenwood zum Vizekapitän hinter Lawrence Dallaglio ernannt und spielte in allen Partien der Six Nations 2004. Sein letztes Länderspiel für England bestritt er im November 2004 gegen Australien. 2005 war er jedoch während der Neuseeland-Tour nochmals Teil der Lions. Er kam in zwei Tests der Serie gegen die All Blacks zum Einsatz, konnte jedoch die deutlichen Niederlagen nicht verhindern. In seiner letzten Saison führte er die Harlequins zurück in die erste Liga und beendete daraufhin seine Spielerkarriere.
Seit seinem Karriereende ist er ein Experte bei Fernsehsendern und Zeitungen. Sein Vater Dick Greenwood war ebenfalls englischer Nationalspieler.